# Cayaponia tubulosa
Cayaponia tubulosa là một loài thực vật có hoa trong họ Cucurbitaceae. Loài này được Cogn. mô tả khoa học đầu tiên năm 1878.